# Mikrotonal musik

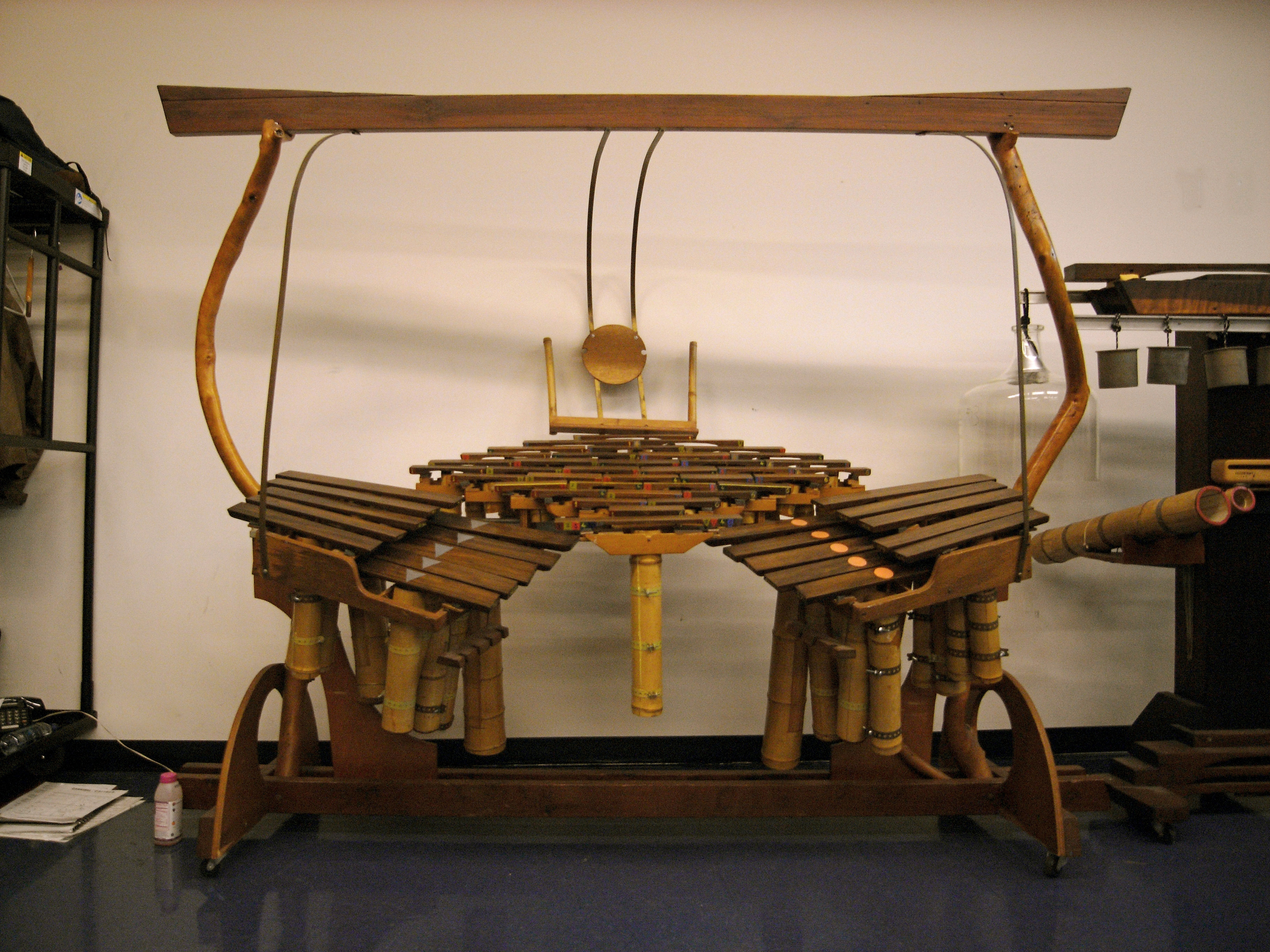
Quadrangularus Reversum, Harry Partch

Mikrotonal musik, begrepp inom den västerländska konstmusiken för musik som innehåller tonsprång mindre än halvtonsprånget, det minsta språnget i de traditionella skalorna. Kallas ibland även för kvartstonsmusik. Mikrotonerna benämns efter sin storlek i förhållande till heltonen, till exempel kvartston (1/4-dels helton), åttondelston (1/8-dels helton), etc.
I vissa delar av världen, exempelvis Indien, ingår mikrotonsintervall i den traditionella musiken. Även i äldre västerländsk folkmusik, bland annat i svensk och norsk vallmusik och spelmansmusik, förekommer intervall som ligger litet utanför de konstmusikaliska (och numera även populärmusikaliska) skalorna och sålunda har vissa likheter med den mikrotonala musiken; men till skillnad från i den utnyttjas de aldrig till att åstadkomma skalintervall mindre än runt en halvton, det är bara fråga om litet andra avstånd mellan de diatoniska intervallen.
En del västerländska tonsättare under 1900-talet har skrivit (i den egentliga meningen) mikrotonal musik och försökt införa instrument för den. Som pionjärer inom området brukar man nämna bland annat Harry Partch, Ivor Darreg, Charles Ives, Alois Hába, Ivan Vysjnegradskij, Valeri Brainin (piano med 29 ljud i oktav) och Yuri Landman (Moodswinger).

## Partch Diamant

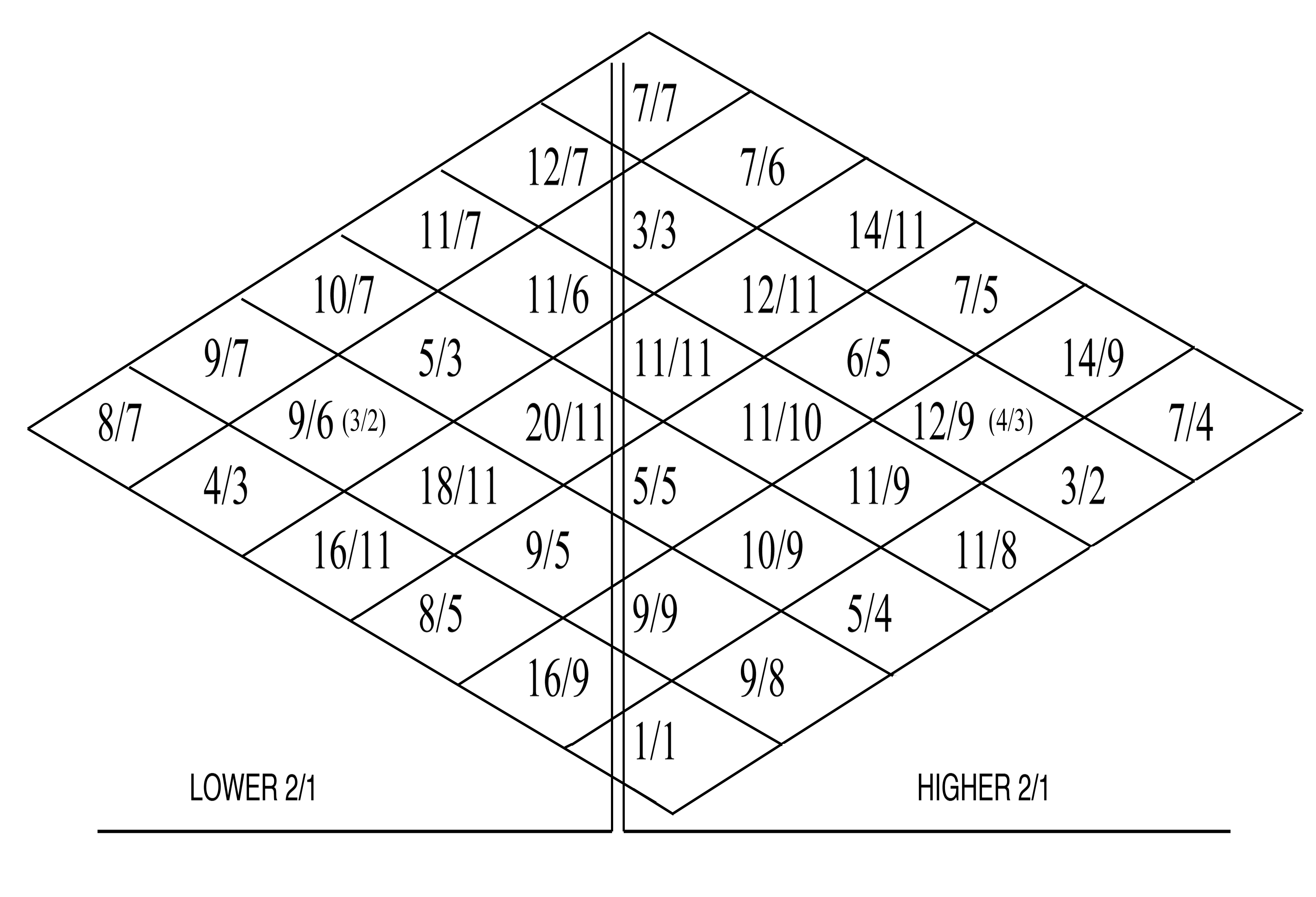
Harry Partch: Partch Diamant 2

```
         7/4
      3/2   7/5
   5/4   6/5   7/6
1/1   1/1   1/1   1/1
   8/5   5/3   12/7
      4/3   10/7
         8/7
```